# Garde-marteau
Pour les articles homonymes, voir marteau.
Le garde-marteau est chargé de conserver le marteau qui sert aux opérations de martelage. La fonction de garde-marteau a été créée en 1583 par Henri III de France. C'est à partir de l'Ordonnance de Colbert sur les Eaux-et-Forêts que ses obligations sont précisées. C'est un officier établi dans chaque maitrise particulière des eaux & forêts, pour garder le marteau avec lequel on marque le bois que l'on doit couper dans les forêts du roi ou les bois réservés à la marine. Il doit vaquer en personne au martelage, et ne peut confier son marteau à personne. Il assiste aux visites des grands-maîtres, ainsi que celles des maîtres particuliers.
En 1770, Guiot, garde-marteau de la forêt de Rambouillet tire du Traité des Forêts de Duhamel du Monceau, un manuel à l'usage des praticiens.